# دهستان چایپاسار شرقی

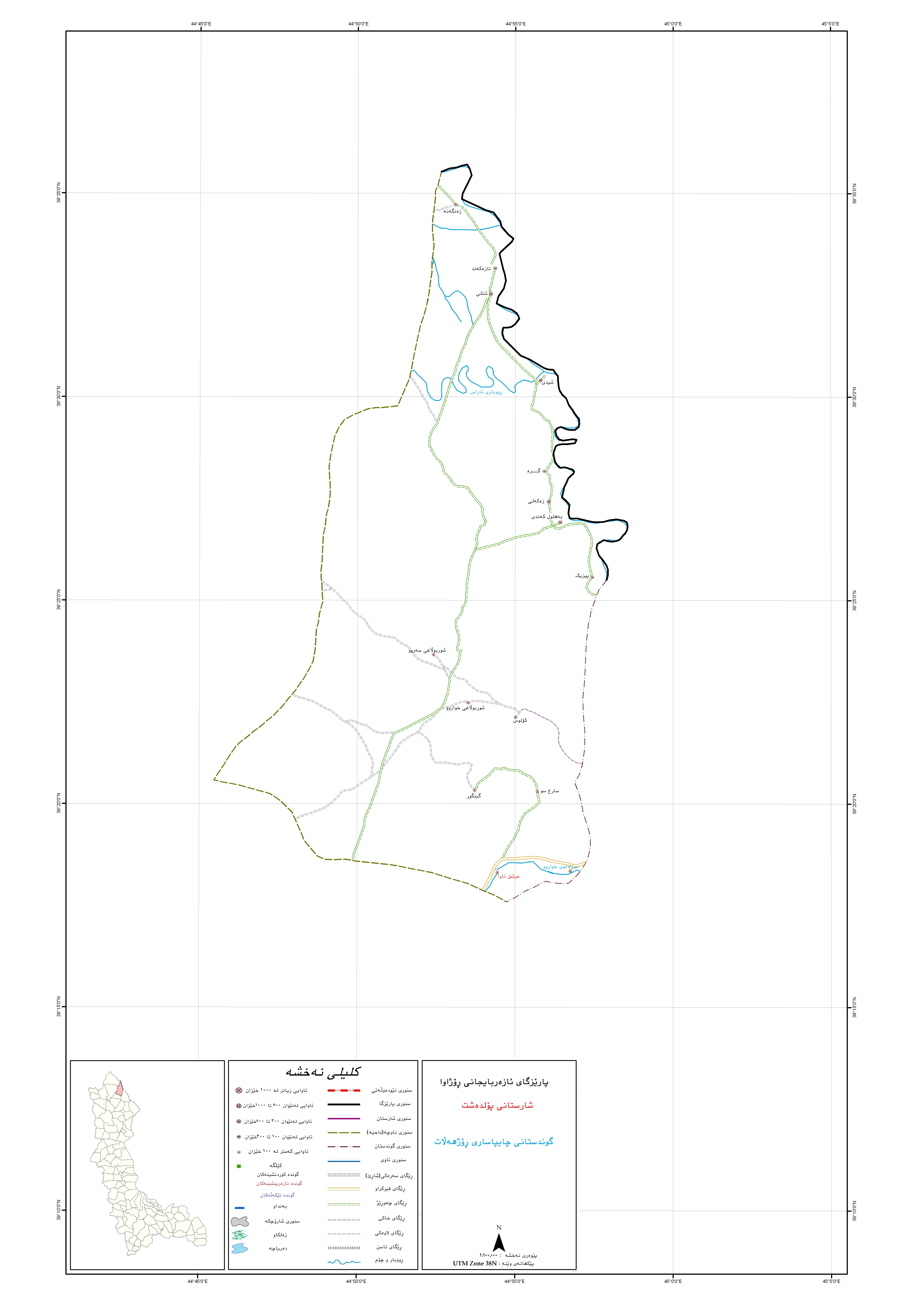
نقشه‌ای از چایپاسر شرقی

چایپاسار شرقی، دهستانی است از توابع بخش مرکزی شهرستان پلدشت در استان آذربایجان غربی ایران..

## جمعیت
براساس سرشماری مرکز آمار ایران در سال ۱۳۹۵، جمعیت این دهستان برابر با ۶٬۳۳۱ نفر (۱٬۵۰۰ خانوار) بوده‌ است. 